# Rostfläckigt metallfly
Rostfläckigt metallfly, Euchalcia modestoides, är en fjärilsart som beskrevs av Robert W. Poole, 1999. Rostfläckigt metallfly ingår i släktet Euchalcia och familjen nattflyn, Noctuidae. Arten är reproducerande i Finland. men  populationen är enligt den finska rödlistan bedömd som nära hotad, NT. Arten är ännu inte funnen i Sverige. Inga underarter finns listade i Catalogue of Life.

## Bildgalleri

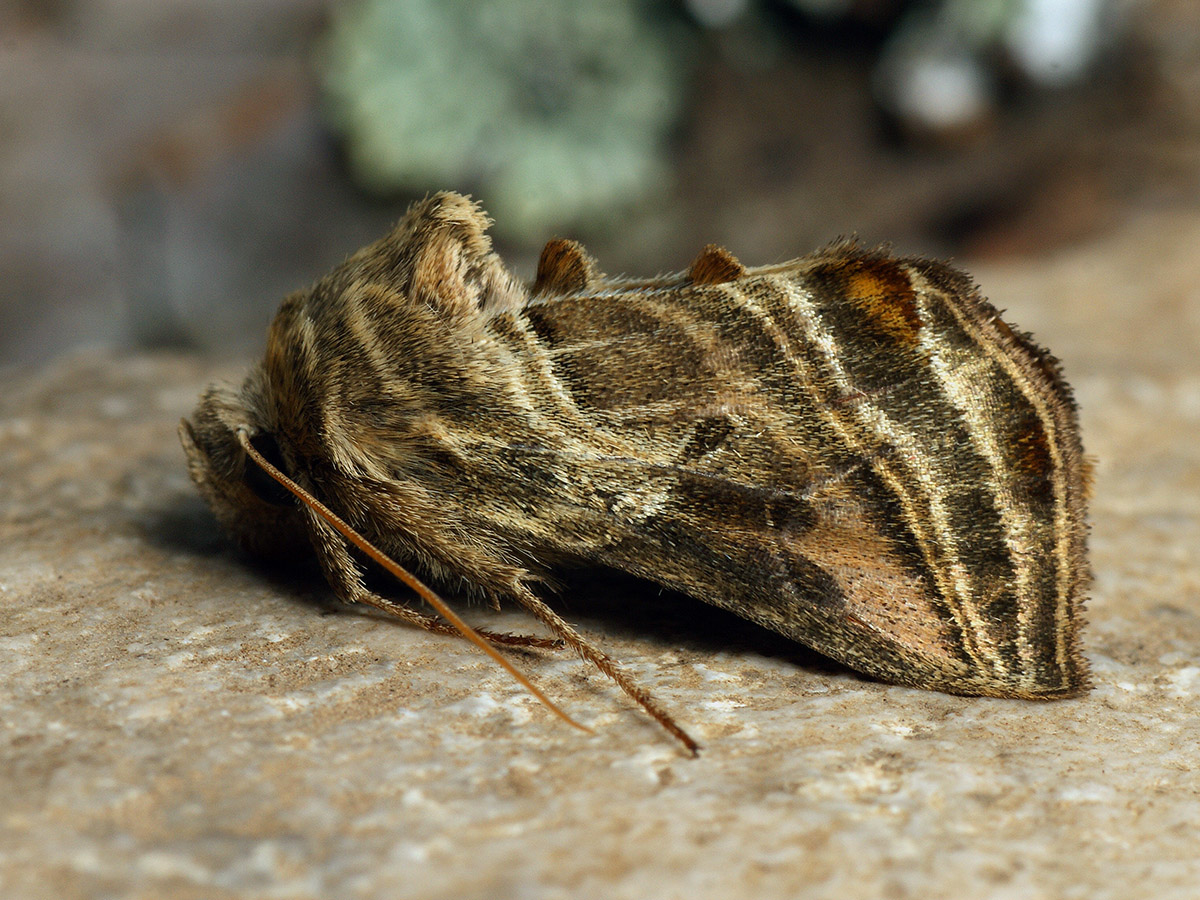
Imago fjäril
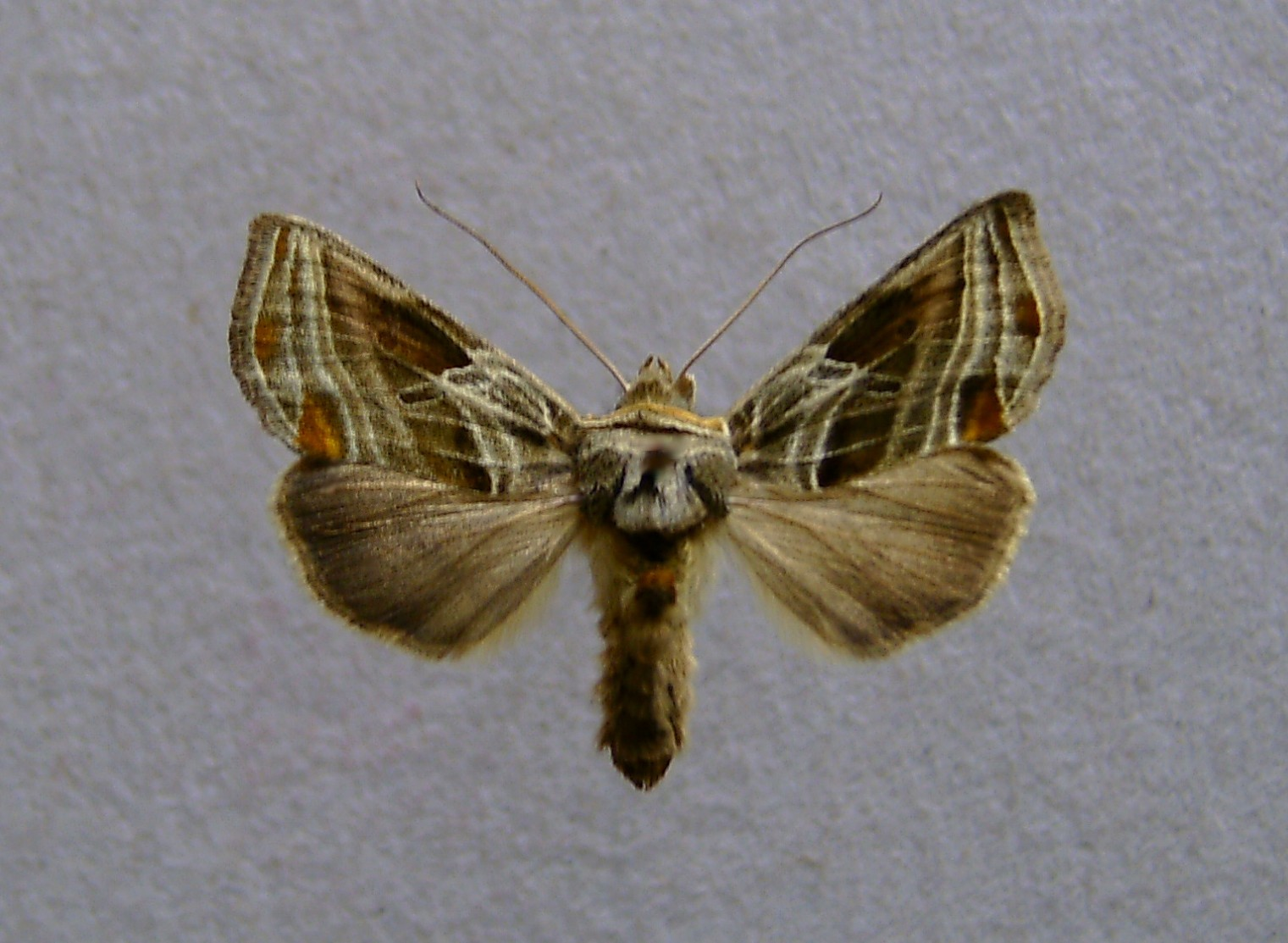
Preparerad (uppnålad) imago fjäril